# Dubbelbägare

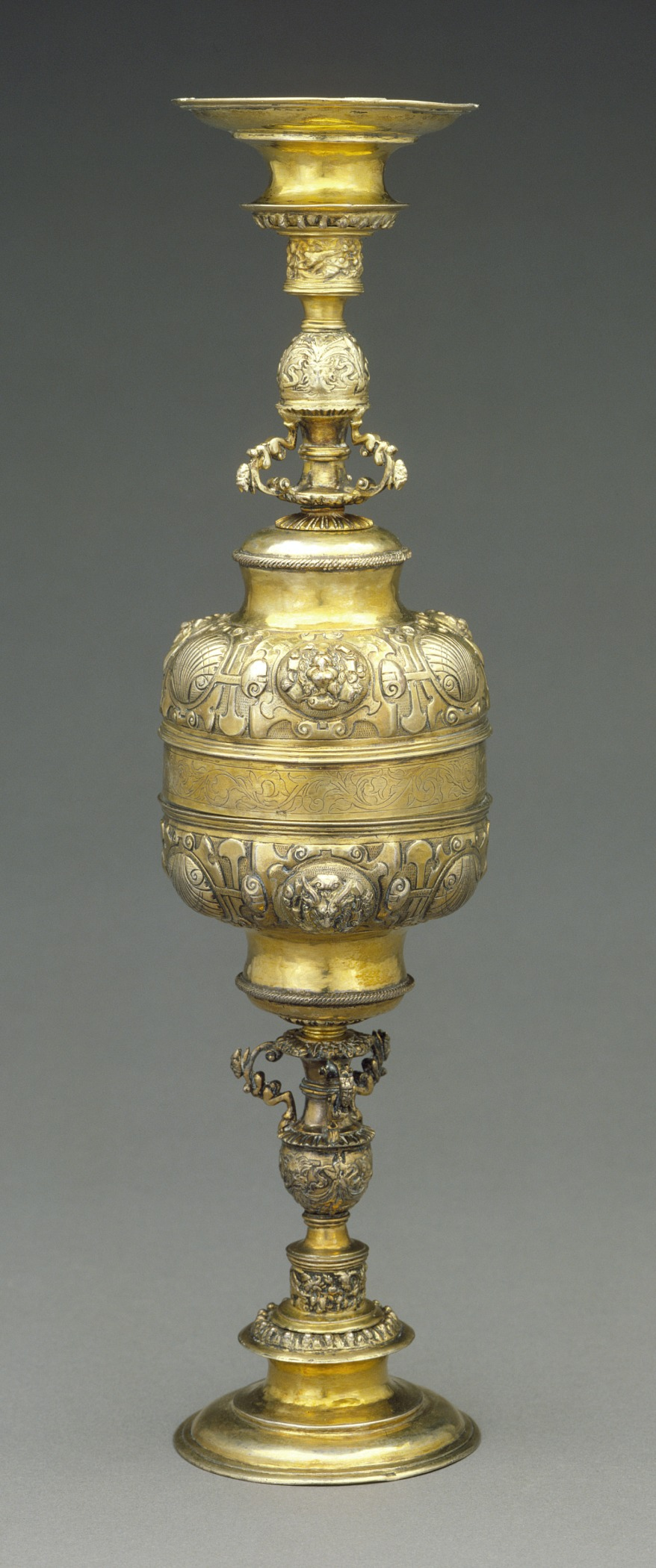
Dubbelbägare från Stuttgart, cirka 1600.

Dubbelbägare, även dubbelpokal, är två dryckeskärl som tillsammans - med öppningarna satta mot varandra - passar ihop och på så sätt bildar ett slutet kärl. Vanligen görs dubbelbägare i silver.
Dubbelbägare har tillverkats i Nederländerna och Tyskland sedan medeltiden. De tidigaste var gjorda i trä.
Jungfrubägare, som användes vid bröllop, är en särskild typ av dubbelbägare.